# 開かれたウリ党
開かれたウリ党（ひらかれたうりとう、韓国語: 열린우리당）は、かつて存在した韓国の政党。略称はウリ党。

## 概要
2003年11月11日に新千年民主党（後に民主党と改称）から離脱した盧武鉉（ノ・ムヒョン）大統領支持派が結成していた国民参与統合新党とハンナラ党から離党した李富栄など数名の議員、柳時敏などの改革国民政党を中心に47人で結成され、四大綱領を発表した。「ウリ」とは「我々の」という意味で、名称決定時にウリ党（自分の所属政党）とウリ党（ヨルリン・ウリ党）で混乱が起こるのではないかと物議をかもした。結成当初、100年の歴史を持つ政党になることを目指して、「100年政党」というスローガンをうたっていた。
政治思想的には中道派から左翼までの寄り合い所帯であった。

## 沿革

### 盧大統領弾劾訴追と総選挙での躍進
同年3月9日、盧武鉉に対する大統領弾劾訴追案が発議されるとこれを阻止すべく議長席占拠という実力行使を行うが、3月12日、あえなく排除されてしまう。続いて行われた投票で弾劾訴追案が可決されると、これに抗議の意を示すために全議員が辞職届を出した（10日後に撤回）。しかし、弾劾訴追の賛否を主要な争点とした4月15日の第17代総選挙で過半数を越える152議席を獲得し、国会第一党に躍進した。

### 補選や地方選挙における敗北
しかし、総選挙以降の補欠選挙や地方選挙では立て続けに敗北、2005年に行われた国会議員補欠選挙では10戦全敗。大統領選挙前の最後の大型選挙であり、盧武鉉政権の中間評価の位置づけでもあった2006年5月の統一地方選に於いてソウルや釜山をはじめ当初優位に立っていた大田など7つの主要市長選で全敗、9つの道知事選でも1勝8敗と大敗を喫し、選挙の陣頭指揮を取った鄭東泳議長が引責辞任した。
その後金槿泰（キム・グンテ）前保健福祉部長官を議長に選出し、新しい運営体制が発足することになった。しかし、同年7月26日の国会議員補欠選挙では、大統領弾劾の主役となった民主党（2005年に新千年民主党から党名改称した政党）の趙舜衡（チョ・スンヒョン）候補が当選（ソウル市城北乙選挙区）するなど4選挙区で全敗し、党勢の縮小に歯止めがかからなかった。同年10月25日、総合不動産税の強化など各種の不動産規制策に対し「大増税」との批判が集中し、2カ所で行われた国会議員補欠選挙で全敗した。同時に行われた市長・郡長の再選・補選では、盧武鉉大統領が圧倒的な得票率を記録した全羅南道など、4カ所全てで候補を出すことができなかった。

### 統合新党の結成
補選や地方選挙での相次ぐ敗北で、勢いを失っていく中、2007年末の大統領選挙を見据え、党勢回復のためとして一度は袂を分かった民主党との再統合や高建（コ・ゴン）元首相との連携などが絶えず噂された。更に北朝鮮の核実験が行われたことや、経済の悪化が顕著になったことにより、支持率が1割を切る事態となり、盧武鉉と距離を置こうとする勢力と、あくまで支えようとする勢力（親盧派）の間で内紛が起きた。その後、所属議員の散発的な離党が続いていたが、高建の大統領選出馬辞退発表を受け、2007年2月6日、党所属の国会議員23人が「国民統合新党をつくる」として集団離党したことにより、第1党から最大野党のハンナラ党（127議席）に次ぐ第2党（110人）に転落した。この状況を打破すべく2月14日に開催された全党大会では丁世均が新議長に選ばれ、脱党勢力に加え民主党も含む党外勢力と統合し、新党を結成することが決議された。ウリ党から離党した議員と中道統合民主党（ウリ党離党者が結成した中道改革統合新党と民主党が統合して結成された政党）から離党した議員によって8月5日に結成された大統合民主新党（民主新党）へと吸収（8月20日）される形で、100年政党というフレーズとは裏腹に、党の歴史は4年足らずで幕を閉じた。

## 四大綱領
- 新しい政治
- 富裕な国
- 暖かい社会
- 韓半島の平和

## 政策
韓国の与党であったが、イラク戦争やイラク派兵には政府が米国への支持を表明したのに対し造反議員も相当数いた。
党としての対北朝鮮政策は平和繁栄政策に代表されるように親北朝鮮的であった。これは盧武鉉政権における政策の中軸のひとつである。
親日派に対する追放・報復措置は、金元雄などを擁するウリ党にとって重要な案件として推進されていた。なお日本の左派政党である日本共産党の第24回大会（2006年1月）にウリ党所属の国会議員である林鐘仁（イム・ジョンイン）が個人来賓として参加している。

## 年表
| 年     | 月日     | 出来事 |
| ------ | -------- | --- |
| 2003年 | 9月20日  | 新千年民主党内の盧武鉉大統領支持グループが脱党、ハンナラ党から離党した議員と院内交渉団体｢国民参与統合新党｣を立ち上げる                                 |
| 2003年 | 11月11日 | 「開かれたウリ党」結成大会。金元基・李太一・李景淑が共同議長に就任（国会における議席は47議席で第3党）。                                                |
| 2004年 | 1月11日  | 臨時党大会で、新議長に鄭東泳が就任 |
| 2004年 | 3月12日  | 盧武鉉大統領弾劾訴追案、国会で可決成立。ウリ党への支持率急上昇。                                                                                       |
| 2004年 | 4月15日  | 第17代総選挙で152議席を獲得、全議席の過半数を上回る躍進を果たす                                                                                        |
| 2004年 | 5月17日  | 鄭東泳議長、入閣のため党議長を辞任。辛基南常任中央委員が議長職を承継した                                                                               |
| 2004年 | 5月19日  | 盧武鉉大統領、ウリ党に入党。正式に与党となる。 |
| 2004年 | 8月19日  | 辛基南議長の実父が日本による植民地統治時代に憲兵として服務していたことが発覚したため、議長を辞任。後任はハンナラ党出身の李富栄常任中央委員が承継した。 |
| 2005年 | 1月3日   | 李富栄議長を中心とする党指導部は、国家保安法廃止など同党が推進してきた4大改革立法が年度内に処理できなかったことを受けて辞任。                          |
| 2005年 | 1月5日   | 3日に党指導部の総辞職を受けて、林采正（イム・チェジョン）議員を議長とする4月の全党大会までを任期とする臨時執行委員会を設置                             |
| 2005年 | 4月2日   | 定期全党大会で、文喜相（ムン・ヒサン）が議長に就任 |
| 2005年 | 10月26日 | 4選挙区で行われた国会議員補欠選挙で全敗。ウリ党の国会における議席数は過半数を割り込んだ。                                                              |
| 2006年 | 2月18日  | 鄭東泳が再び議長に選出される。 |
| 2006年 | 5月31日  | 第四回全国同時地方選挙、道知事及び広域市長では全羅北道のみ当選、広域議会議員においても首都圏選挙区で全敗。                                             |
| 2006年 | 6月9日   | 鄭東泳議長、議長を辞任（後任議長は金槿泰） |
| 2006年 | 7月26日  | 4選挙区で行われた国会議員補欠選挙で全敗 |
| 2006年 | 10月25日 | 9選挙区で行われた国会議員補欠選挙で全敗 |
| 2007年 | 2月6日   | ウリ党国会議員23人が集団離党 |
| 2007年 | 2月14日  | ウリ党定期党大会、丁世均が議長に就任。離党者や民主党も含めた大統合新党結成推進が決議される                                                             |
| 2007年 | 2月22日  | 盧武鉉大統領、ウリ党を離党を表明（28日に正式に離党）                                                                                                   |
| 2007年 | 4月27日  | 国会議員補欠選挙、ウリ党は全敗 |
| 2007年 | 5月7日   | ウリ党離党者が「中道改革統合新党」を結成 |
| 2007年 | 7月24日  | ウリ党から19名離党。中道統合民主党から離党した4議員と大統合新党結成準備会に参加                                                                        |
| 2007年 | 8月5日   | ウリ党離党者を中心とした大統合民主新党（以下、民主新党）が結成                                                                                         |
| 2007年 | 8月18日  | ウリ党臨時党大会開催、民主新党への合併正式決定 |
| 2007年 | 8月20日  | ウリ党、民主新党に吸収合併、4年足らずの歴史に幕を閉じる（解党時の国会における議席は58議席）                                                            |

- 出典：聯合ニュース及びKBS WORLD Radio、[14]